# UTC+7:20
UTC+7:20 је време које је испред универзалног времена за 7 сати и 20 минута.

## Употреба
UTC+7:20 се користило као летње време у Сингапуру између 1933. и 1941. године. Од поноћи 1. јанаура 1933. године Сингапур је прешао са UTC+7:00 на UTC+7:20 померањем часовника за 20 минута унапред. У поноћ 1. септембра 1941. године, додавањем 10 минута, Сингапур је прешао на часовну зону UTC+7:30.
Од 1980. године па и данас, у Сингапуру користи временска зона UTC+8 (током целе године) и тренутно време је 22:41.